# Hiếu nữ
Hiếu nữ hay còn gọi hoa Ti gôn, hoa tigôn (danh pháp khoa học: Antigonon leptopus) là loài thực vật có hoa thuộc chi Ti gôn họ Rau răm bản địa của México. Đây là loại dây leo có hoa màu trắng hoặc màu hồng.
Cây thường niên, dạng sống dây leo bằng tua cuốn, phát triển nhanh, có thể dài tới 8m. Lá đơn mọc cách, phiến lá nguyên hình tim, bề mặt phiến lá không lông và hơi dúm (nhăn). Hoa màu hồng hoặc trắng.
Hoa hiếu nữ mọc thành chùm khá đẹp nên thường được trồng làm cảnh. Củ có thể ăn được.

## Hình ảnh

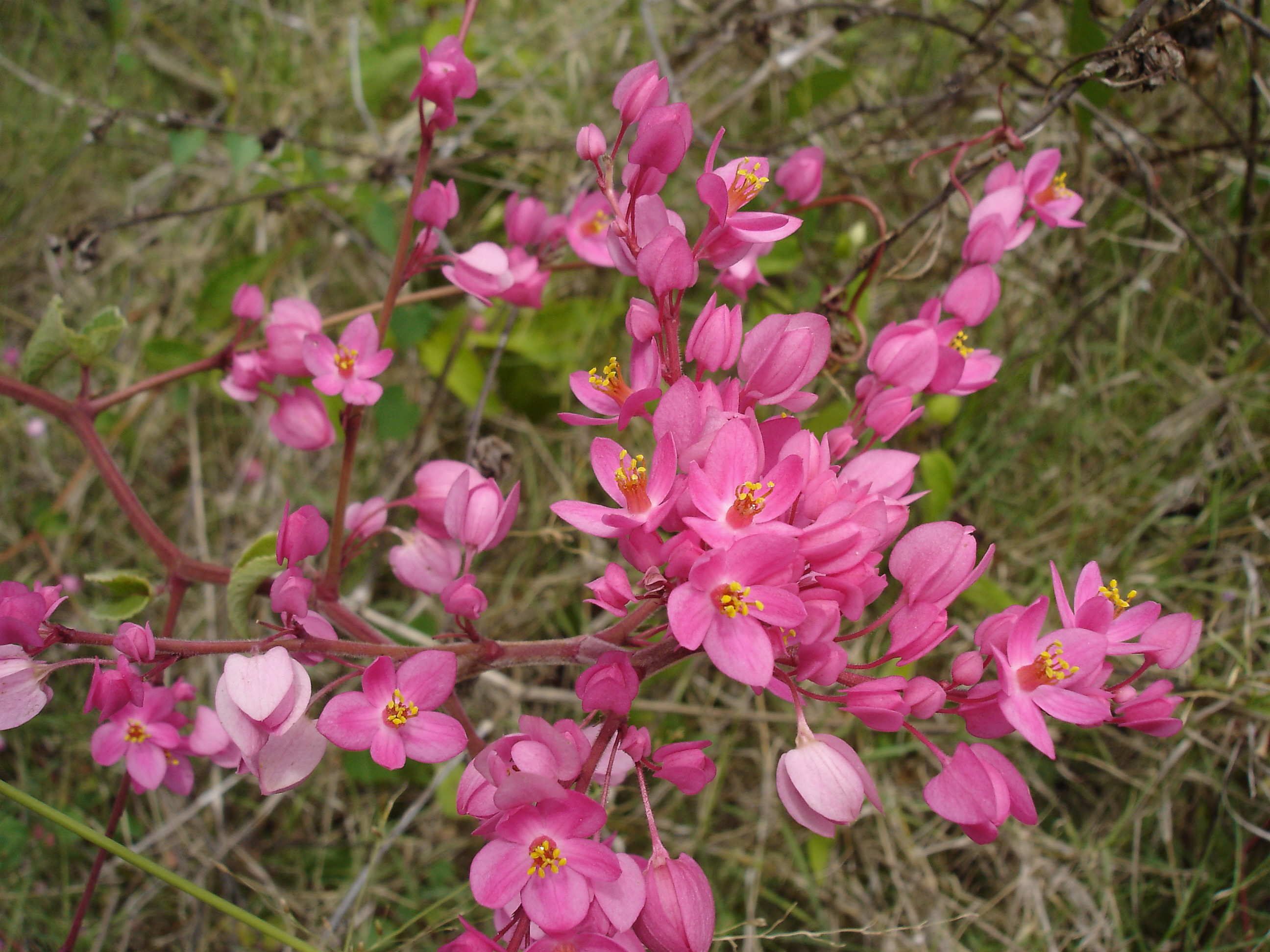
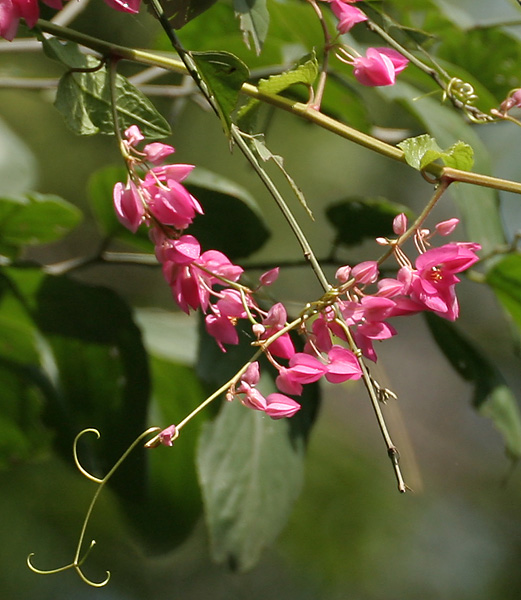
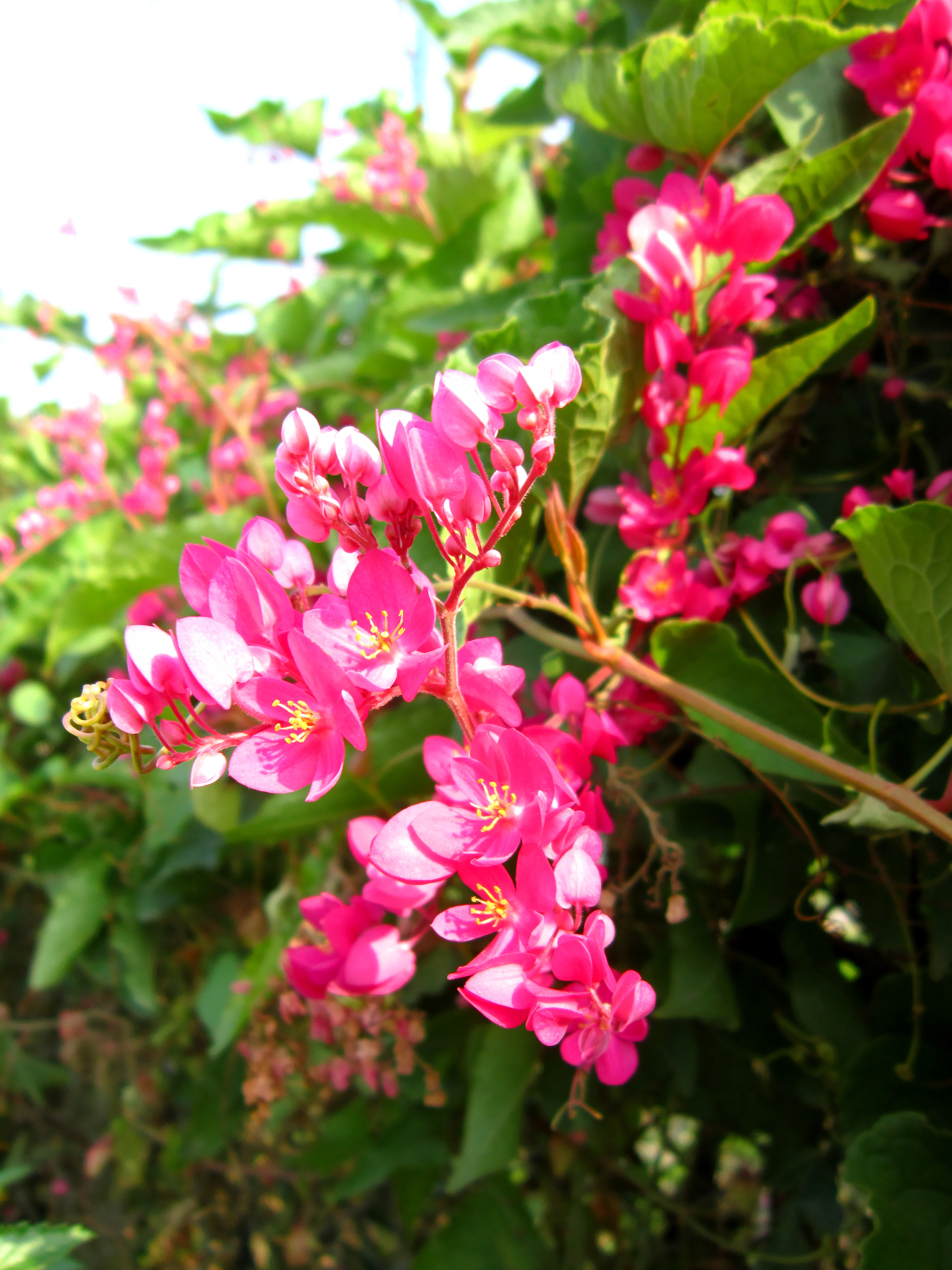
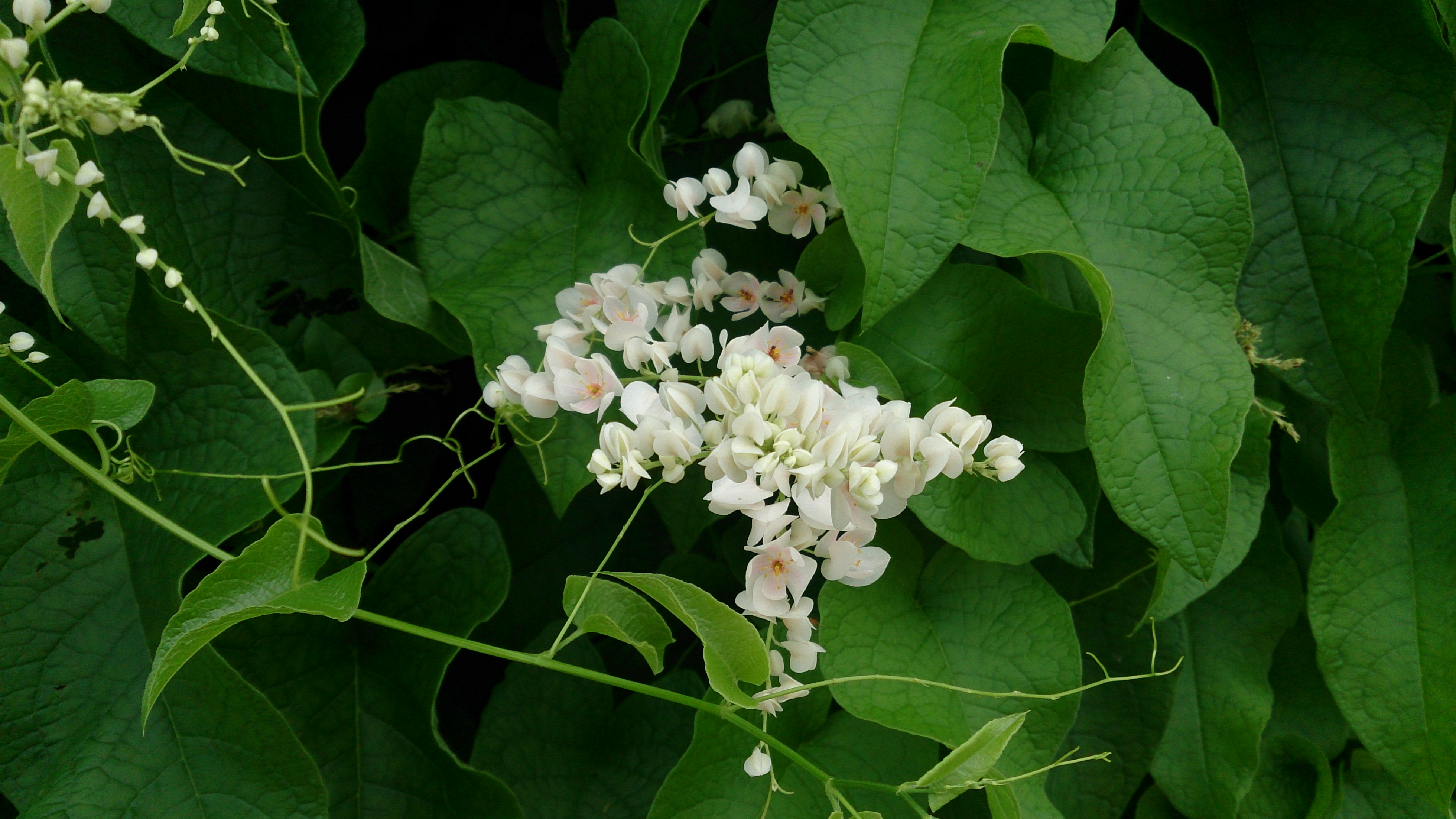
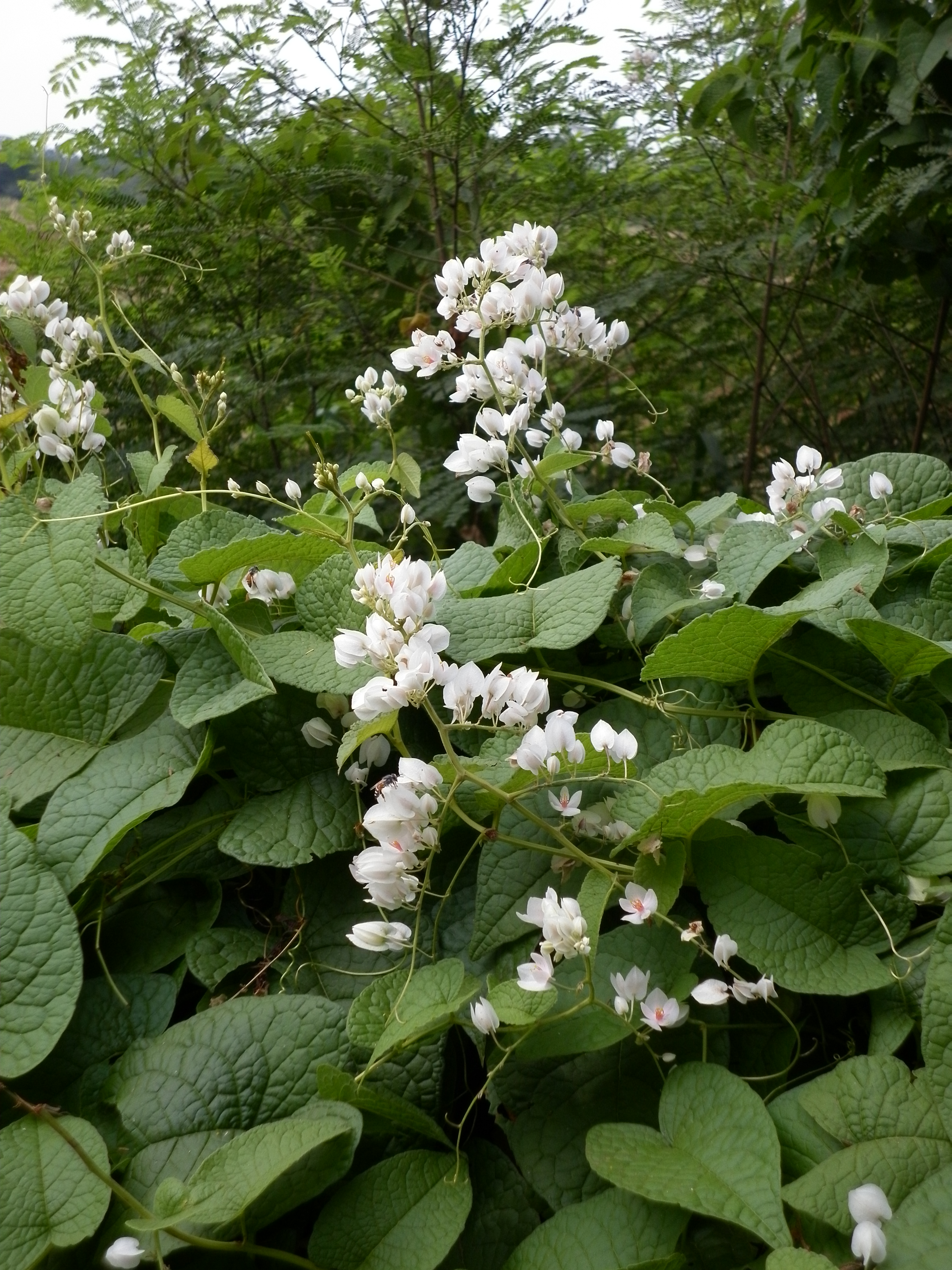
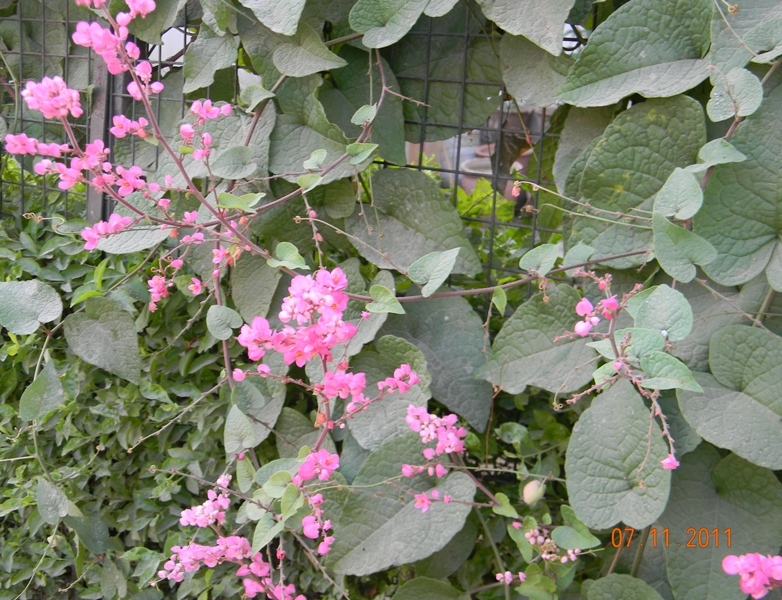
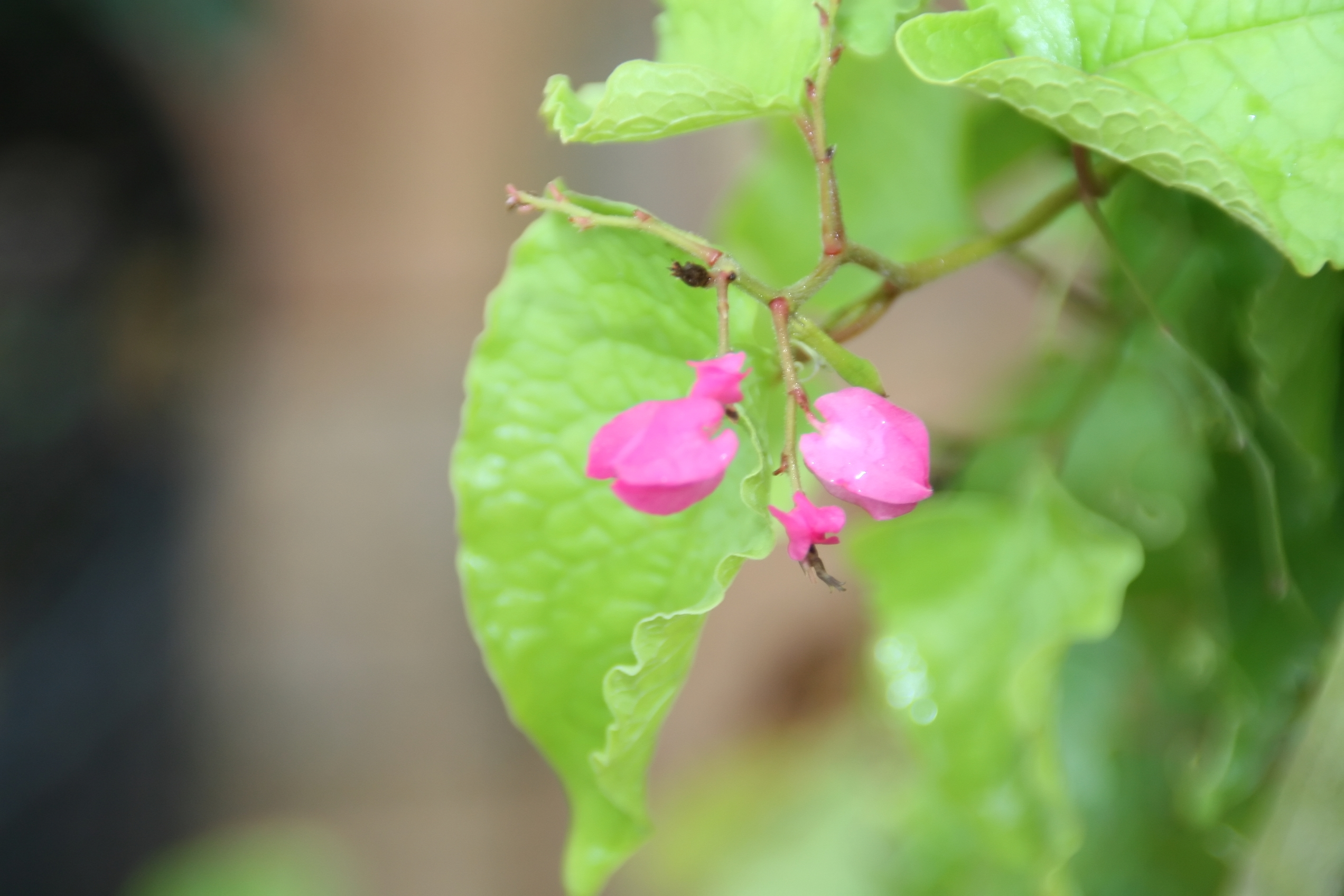
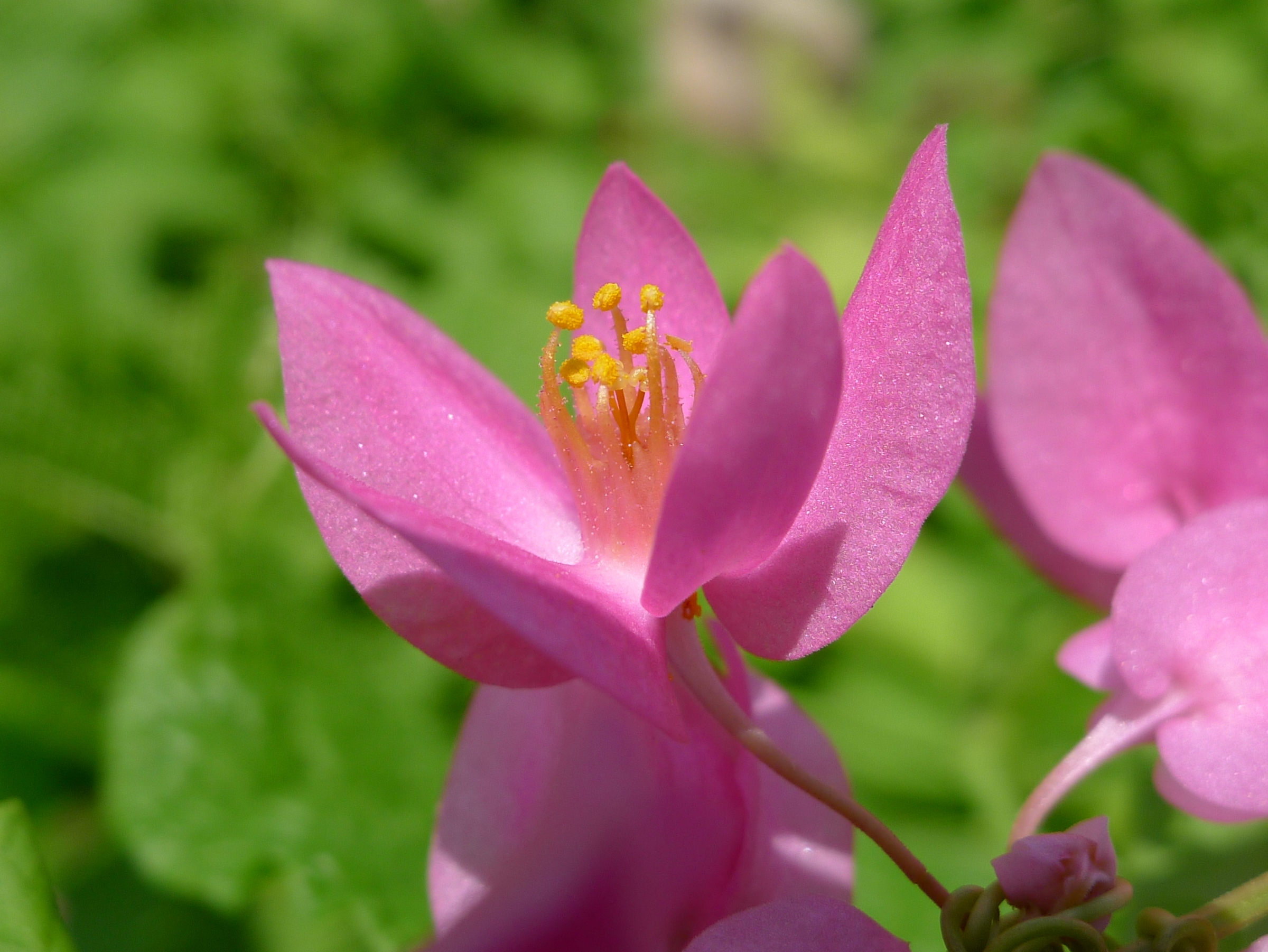
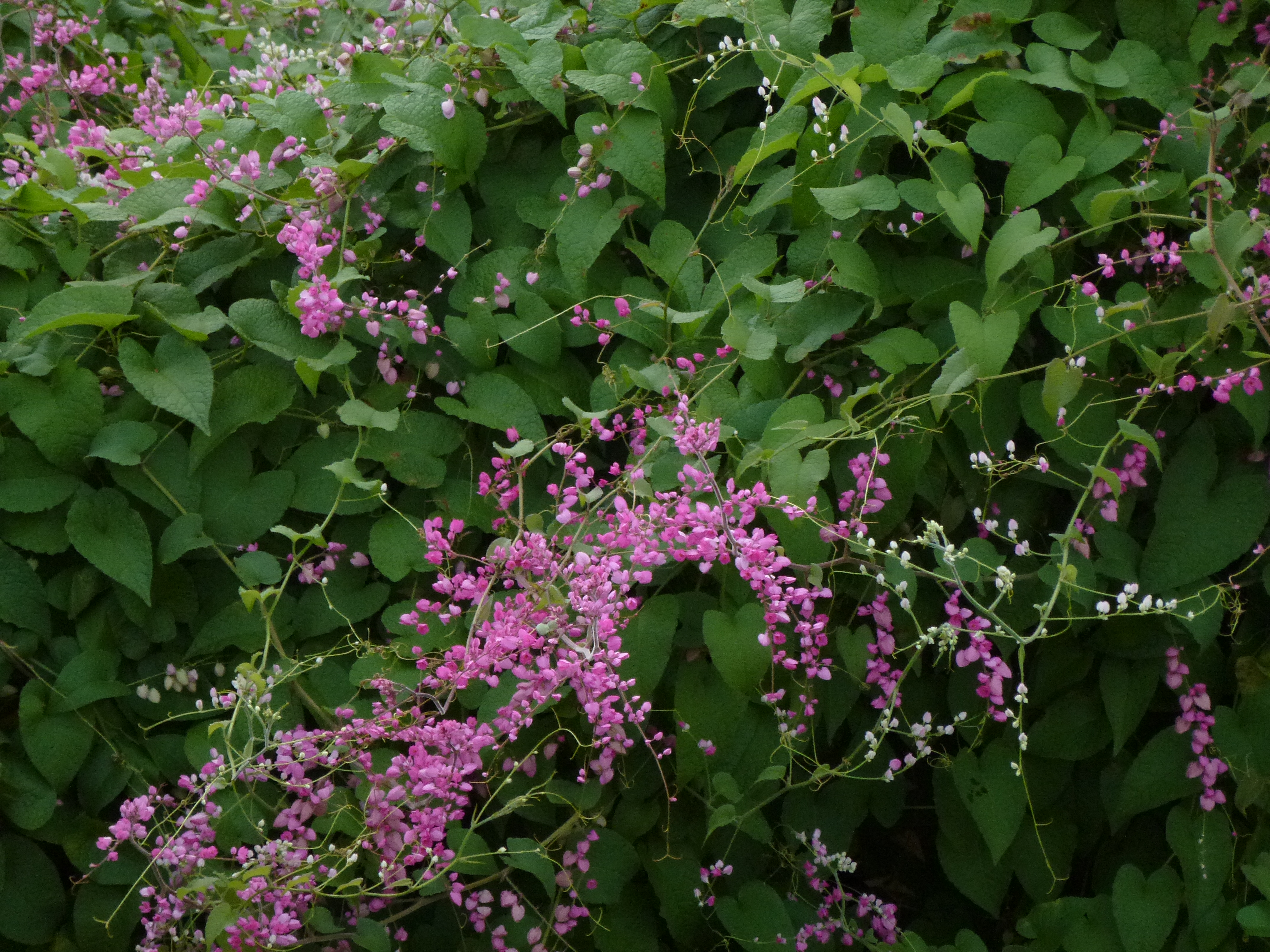
Hoa ti gôn Antigonon leptopus trên núi Trường Lệ, Sầm Sơn, Thanh Hóa, Việt Nam
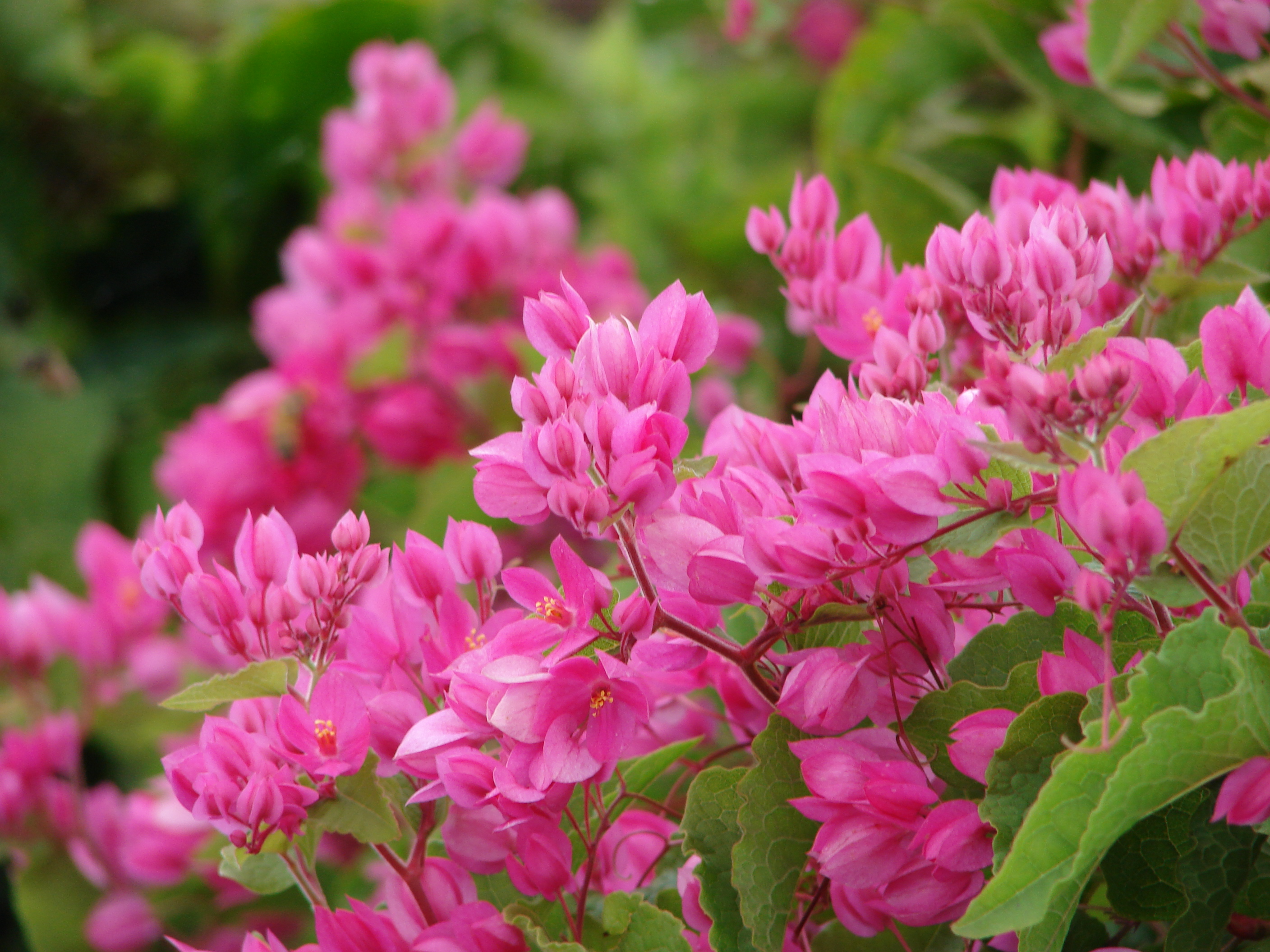
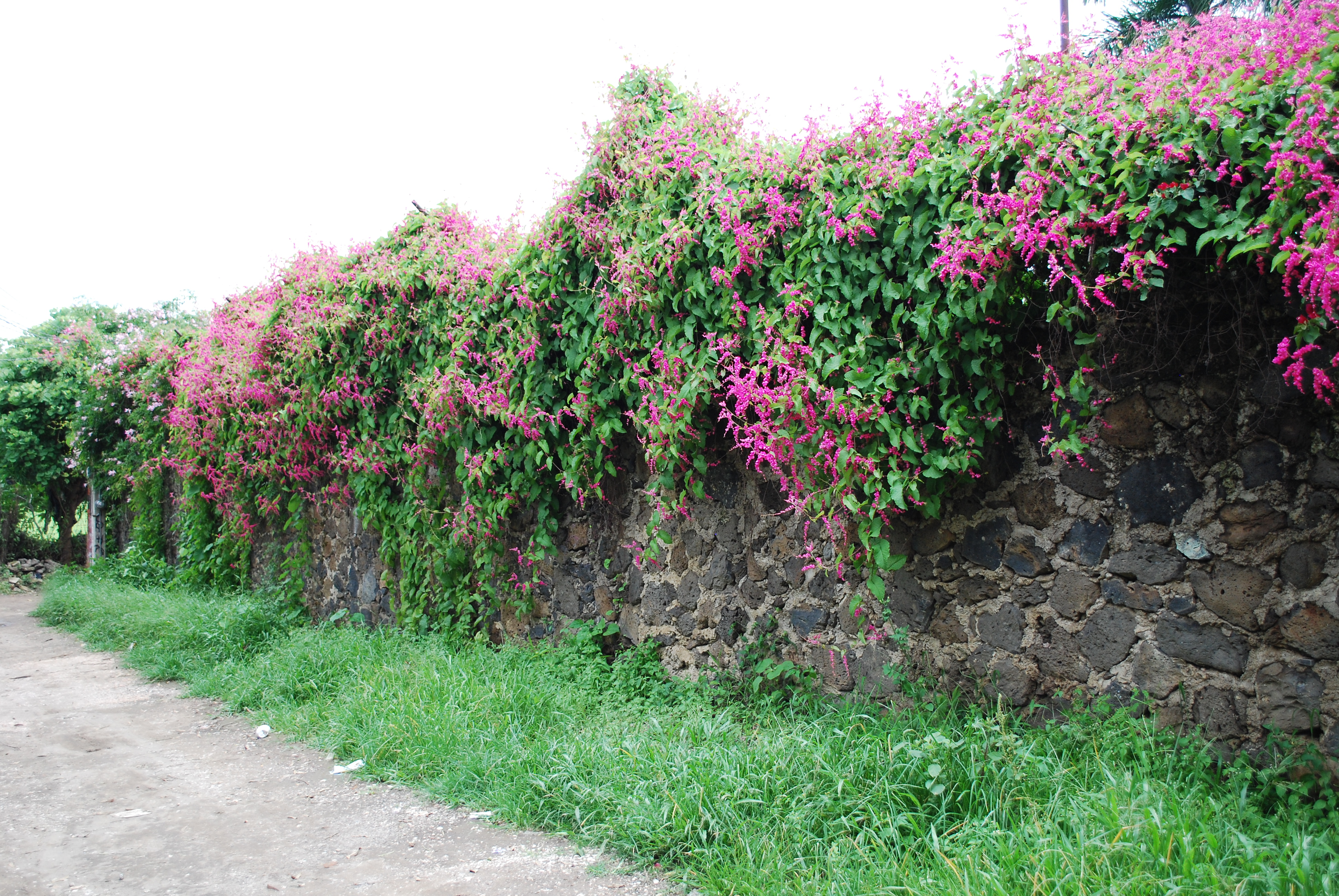
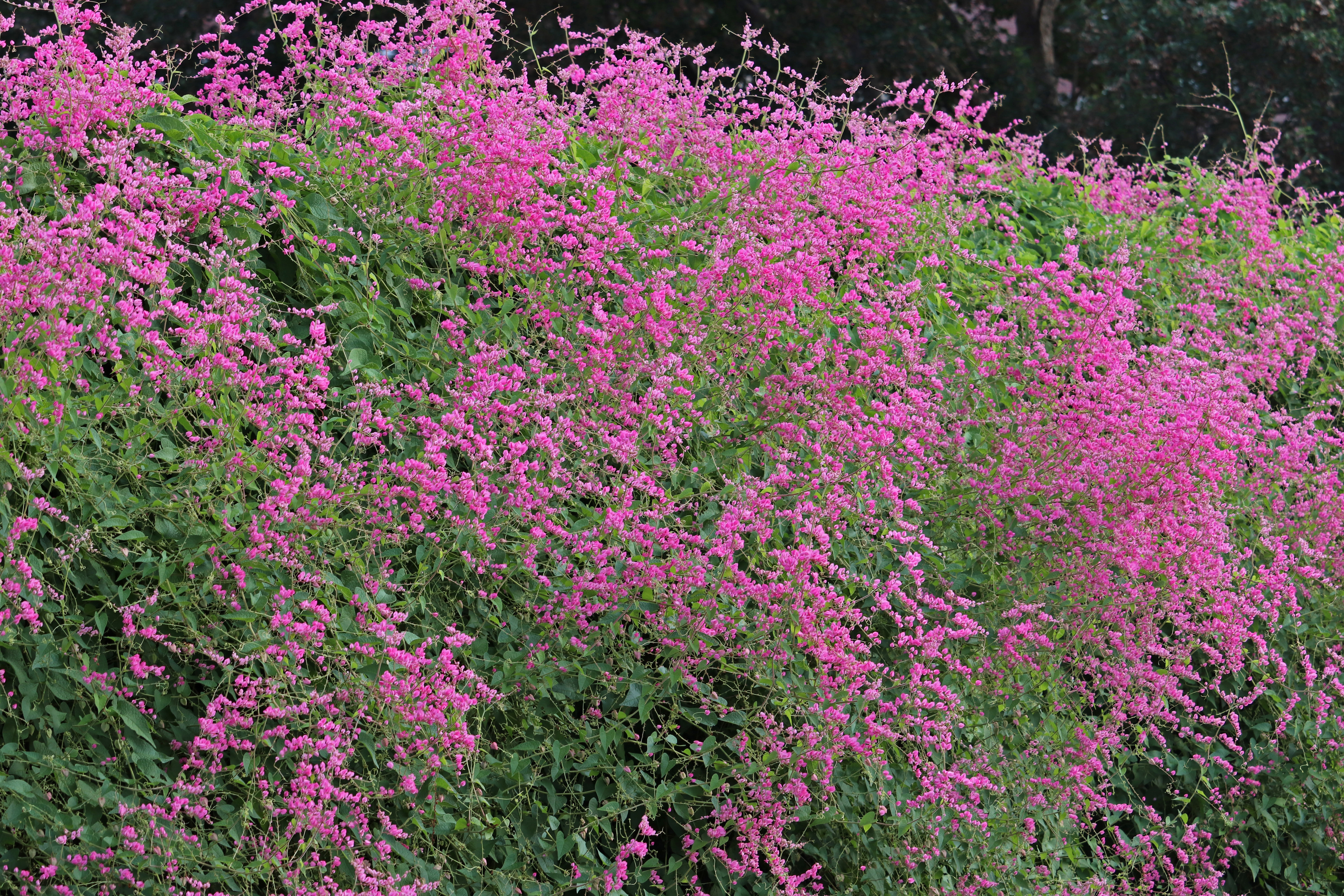